# Palauet Stern
El Palauet Stern és un palau de Venècia, situat al barri de Dorsoduro i amb vistes al Gran Canal, prop de Ca' Rezzonico i davant del Palau Grassi, entre el Palau Contarini Michiel i el Palau Moro.

## Història
L'edifici que ara s'anomena Palauet Stern té orígens molt antics: de fet, l'estructura original veneciana-romana d'Orient de dos pisos va ser construïda a principis del segle XV, per encàrrec de la família Michièl "Malpaga" (anomenada així perquè Fantino Michièl es va fer construir un palau prop de Ragusa el 1425 utilitzant treballadors convictes no remunerats).
Després d'haver patit una profunda degradació al llarg dels segles, a principis del segle XX va ser adquirida per la família Stern, que va decidir restaurar-la i completar-la. Així, entre 1909 i 1912, Ernesta de Hierschel Stern (1854-1926), tia de Lionello Hierschel de Minerbi, que va ser el propietari de Ca' Rezzonico del 1906 al 1935, va encarregar a l'arquitecte Giuseppe Berti i sobretot a l'arquitecte i decorador Raffaele Mainella la finalització del projecte, determinant així l'aspecte actual de l'edifici, al qual va donar el nom del seu marit, el banquer francès Louis Stern (1840-1900). Els dos artistes van utilitzar materials antics per a una reconstrucció que va ampliar l'edifici preexistent. Avui dia, l'edifici, que originalment era una residència privada, s'ha convertit en un hotel de luxe després d'una acurada restauració.

## Descripció
El palauet és un exemple elegant d'arquitectura neogòtica, que segueix la poètica que va regir la construcció d'edificis com la Casa dei Tre Oci (de Mario de Maria) i la Villa Herriot (del mateix Raffaele Mainella), ambdues a la Giudecca.
Exteriorment, l'edifici és una reinterpretació del gòtic venecià, influenciat pels moviments d'avantguarda que estaven guanyant popularitat a principis del segle XX, també portats a Venècia per Stern, un col·leccionista d'art: elevat una planta per sobre de l'antic edifici, el palauet presenta façanes decorades a tot arreu.Tanmateix, la major importància es va donar a la façana del Gran Canal, que és asimètrica en les seves parts: la planta baixa s'obre a una terrassa amb vistes al canal i amb una balustrada neogòtica, a la qual s'accedeix a través d'un pòrtic que segueix els motius ogivals, amb un arquitrau de fusta sostingut per columnes gòtiques; sota el pòrtic hi ha finestres apuntades monófores i, desplaçat a l'esquerra, el portal, coronat per un gran baix relleu de marbre.Les dues plantes principals segueixen una distribució comuna, amb una finestra trifora a l'esquerra i una finestra bifora a la dreta; la variació es troba al centre, on a la primera planta hi ha una finestra monófora, mentre que a la segona planta hi ha una altra finestra bifora amb una terrassa amb balustrada. En diversos punts d'aquesta façana hi ha petits panells i baixos relleus, un dels quals, més gran que els altres, està inserit en una fornícula i representa Sant Jordi i el drac.
També mereix una anàlisi la façana dreta, que, a més d'estendre's al Gran Canal amb un mur curt de maó, coronat per merlets i perforat per dues finestres monófores, es caracteritza per una finestra original del segon pis, de grans dimensions i que culmina a la teulada amb una estructura de mansarda apuntada.
Fins i tot internament, es van reutilitzar materials de l'edifici antic i d'altres edificis, com ara les decoracions de pedra, les escultures i les columnes, algunes de les quals són molt antigues. Cal esmentar la presència de frescos i mosaics del segle XX, el mèrit dels quals és sobretot de Mainella.